# پژوهشگاه فضای مجازی
پژوهشگاه فضای مجازی به انگلیسی: CyberSpace Research Institute (CSRI)
پیش از تأسیس پژوهشگاه فضای مجازی در سال
این نهاد پژوهشی در سال ۹۱ و دوران تصدی دبیری شورا و ریاست مرکز ملی فضای مجازی از سوی دکتر مهدی اخوان بهابادی، در قالب معاونت آموزش و پژوهش مرکز ملی فضای مجازی آغاز به کار کرد. معاونت یاد شده در دوران ریاست مهندس محمد حسن انتظاری بر مرکز ملی فضای مجازی، منحل و کارگروه فرهنگی اجتماعی مرکز ملی فضای مجازی جایگزین آن شد.
نام کارگروه فرهنگی اجتماعی مرکز ملی فضای مجازی در سال ۹۶ و همزمان با انتصاب دکتر ابوالحسن فیروزآبادی به عنوان دبیر شورا و رئیس مرکز ملی فضای مجازی، با استناد به ماده ۱۰ اساسنامه مرکز ملی فضای مجازی و به صورت رسمی، به پژوهشگاه فضای مجازی تغییر یافت و به عنوان یکی از نهادهای تابعه این مرکز آغاز به کار کرد.
از اهداف اساسی بنیانگذاران و مدیران پژوهشگاه فضای مجازی می‌توان به موارد زیر اشاره کرد:
- تبدیل مرکز ملی به مرجع راهبری فعالیتهای علمی و پژوهشی فضای مجازی
- ارتقا شناخت بنیادی و راهبردی مرکز از ابعاد و مولفه‌های مختلف فضای مجازی موجود و مطلوب
- پشتیبانی علمی مرکز ملی فضای مجازی و شورایعالی
- یکپارچه سازی فرایند سیاست پژوهی در مرکز
- سیاستگذاری، برنامه‌ریزی و راهبری مراکز علمی و پژوهشی به‌منظور مشارکت در موضوعات مرتبط با فضای مجازی

وظایف کلی پژوهشگاه:
- رصد و پایش وضعیت فضای مجازی
- شناسایی خلاهای تخصصی کشور در حوزه فضای مجازی و تعیین اولویتهای علمی و فناوری حوزه
- برنامه‌ریزی و زمینه‌سازی برای گسترش نوآوری‌های علمی و فناوری این عرصه و تربیت نیروهای علمی مورد نیاز ارتباط مؤثر با دانشگاه‌ها و مراکز تحقیقاتی
- حمایت هدفمند از نخبگان و شرکتهای دانش بنیان در موضوعات فضای مجازی

وظایف جزئی پژوهشگاه:
- مفهوم‌شناسی و تبیین فضای مجازی موجود و فضای مجازی اسلامی-ایرانی
- آینده پژوهی فضای مجازی و تحلیل سناریوهای محتمل در ابعاد مختلف فضای مجازی
- سیاست پژوهی و تدوین اصول کلان نیل به سمت فضای مجازی اسلامی-ایرانی
- تدوین نظام جامع فضای مجازی اسلامی-ایرانی
- تعریف پژوهشها و مطالعات بنیادی و راهبردی در ابعاد مختلف فضای مجازی
- تحقیق دربارهٔ روشهای پایش و پویش مستمر شاخصهای کلان و جزئی ابعاد مختلف فضای مجازی
- تحقیق دربارهٔ روشهای آنالیز و داده کاوی و استخراج واقعیتها و مسایل این فضا و بازنمایی مناسب نتای
- پایش مستمر فضای علمی کشور جهت کشف خلاهای تخصصی حوزه فضای مجازی
- خط‌مشی گذاری و برنامه‌ریزی برای ارتقاء وضعیت آموزش و پژوهش کشور در موضوعات مرتبط با فضای مجازی
- مشارکت فعال در فرایند خط‌مشی گذاری ارزیابی کیفیت اثربخشی سیاستها و میزان تحقق اهداف
- تدوین و استانداردسازی فرایند خط‌مشی گذاری در مرکز
- تعامل با معاونت‌ها در برون‌سپاری پروژه‌ها و نظارت بر روش تحقیق مجریان
- ارتباط، فعال سازی و راهبری ظرفیت علمی کشور و ارتباط با مراکز بین‌المللی در جهت اهداف و نیازهای پژوهشی مرکز

حمایت از پژوهشگران و شرکت‌های دانش بنیان فعال این حوزه
[پژوهشگاه فضای مجازی]، به عنوان بازوی پژوهشی شورای عالی و مرکز ملی فضای مجازی و همچنین نقطه اتصال و ارتباط مراکز علمی و پژوهشی کشور در حوزه‌های مرتبط با فضای مجازی، از سویی متکفل پاسخگویی به نیازهای پژوهشی شورای عالی و مرکز ملی فضای مجازی برای پشتیبانی از راهبردها، سیاست‌ها و برنامه‌ها بوده و از سوی دیگر، هدایت و توسعه ظرفیت‌های پژوهشی در راستای اولویت‌های فضای مجازی کشور را عهده‌دار است. در همین زمینه، تقسیم کار ملی، هماهنگی و هم‌افزایی میان مراکز علمی و پژوهشی جهت ارتقای آمادگی کشور در مواجهه با تحولات فضای مجازی از مهم‌ترین اهدافی است که پژوهشگاه را بر عزم خود استوار ساخته است. همچنین، پژوهشگاه فضای مجازی یکی از معدود مراکزی است که پیوند میان پژوهشگران و نخبگان علمی فضای مجازی کشور را با سیاست‌گذاران، قانون‌گذاران و مجریان به‌طور جدی در دستور کار قرار داده است و تلاش می‌کند با توسعه همکاری‌ها میان مراکز علمی و پژوهشی حوزوی، دانشگاهی و حاکمیتی این مهم را رقم بزند. علاوه بر این، احصاء و اولویت‌سنجی خلأها و نیازهای پژوهشی کشور و نیز حمایت از ایده‌های پژوهشی، آثار و تألیفات، پژوهشگران و شرکت‌های دانش‌بنیان فضای مجازی کشور از اقدامات اساسی پیش‌رویِ پژوهشگاه فضای مجازی است.